# Oberstbreen
Der Oberstbreen ist ein Gletscher im ostantarktischen Königin-Maud-Land. Im Gebirge Sør Rondane entwässert er die Westflanke der Balchenfjella.
Norwegische Kartografen, die ihn auch benannten, kartierten ihn 1946 anhand von Luftaufnahmen der US-amerikanischen Operation Highjump (1946–1947). Die Benennung erfolgte in Anlehnung an diejenige der Balchenfjella und erinnert an den Offiziersrang, den der norwegische Polarforscher Bernt Balchen während des Zweiten Weltkriegs in der United States Air Force innehatte.